# 돌냉이족
돌냉이족(---族, 학명: Aethionemeae 아이티오네메아이[*])은 배추과의 족이다.

## 하위 분류
- 돌냉이속(Aethionema R.Br.)
- Moriera Boiss.